# ماساكي أوساوا
ماساكي أوساوا هو سياسي ياباني، ولد في 21 يناير 1946 في أوتا في اليابان. حزبياً، نشط في مستقل. وقد انتخب governor of Gunma Prefecture ‏ (28 يوليو 2007 – ).

## وصلات خارجية
- الموقع الرسمي